# 修験道

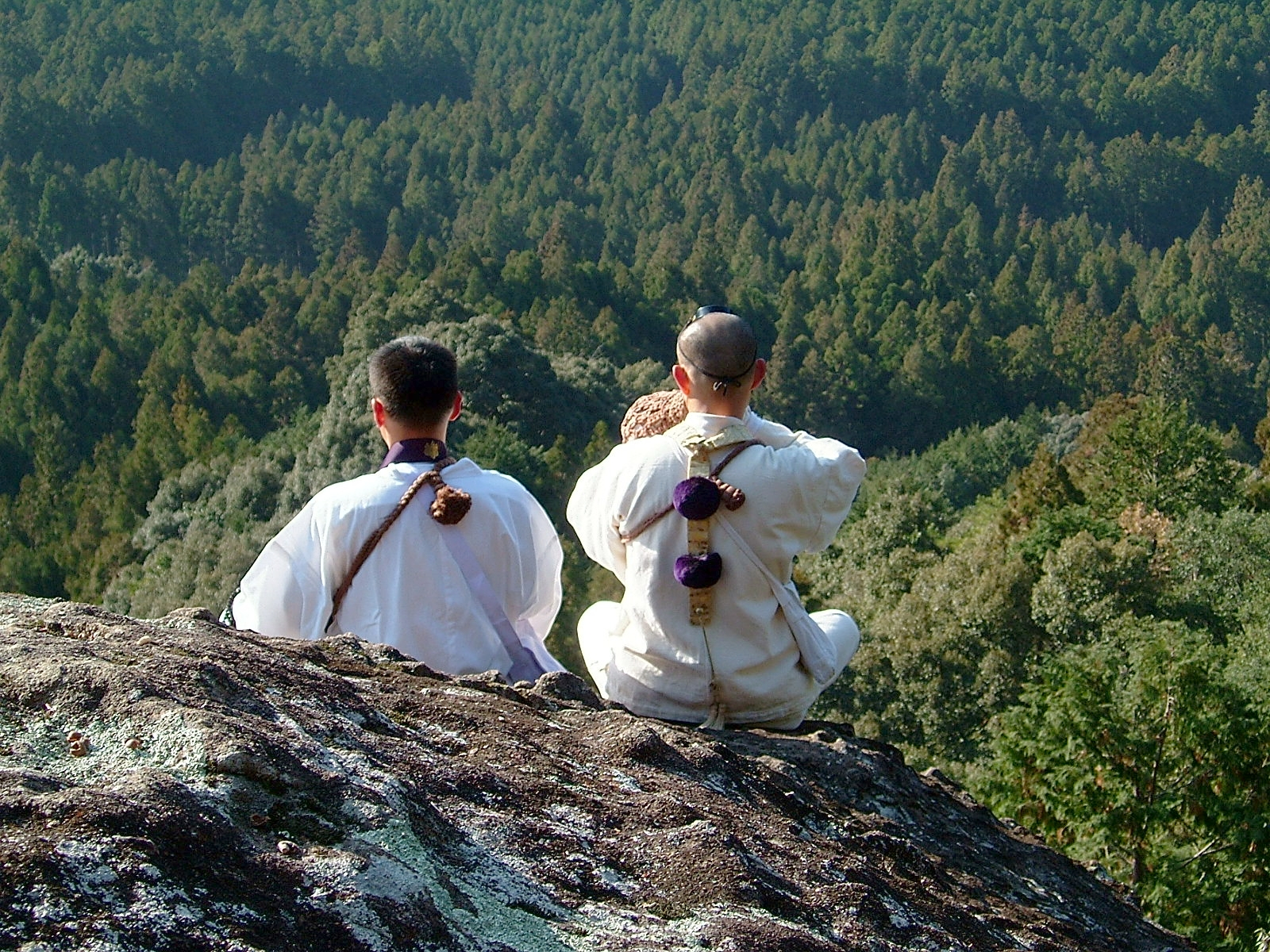
熊野の深山にて修行中の修験者・立石光正

修験道（しゅげんどう）とは、古代日本において山岳信仰に仏教（密教）や道教（九字切り）等の要素が混ざりながら成立した、日本独自の宗教・信仰形態。山へ籠もって厳しい修行を行うことで悟りを得ることを目的とする。仏教（密教）の一派として扱われて修験宗と表現されることもある。修験道の実践者を修験者または山伏という。修験道はじまりの地、葛城山には「葛城二十八宿」があり、法華経八巻二十八品を埋納したとされる経塚がある。

## 概要
修験道は、森羅万象に命や神霊が宿るとして神奈備（かむなび）や磐座（いわくら）を信仰の対象とした古神道に、それらを包括する山岳信仰と仏教が習合し、密教などの要素も加味されて確立した。日本各地の霊山を修行の場とし、深山幽谷に分け入り厳しい修行を行うことによって功徳のしるしである「験力（げんりき）」を得て、衆生の救済を目指す実践的な宗教でもある。
この山岳修行者のことを「修行して迷妄を払い験徳を得る 修行して その徳を驗（あら）わす」ことから修験者、または山に伏して修行する姿から山伏と呼ぶ。修験とは「修行得験」または「実修実験」の略語とされる。

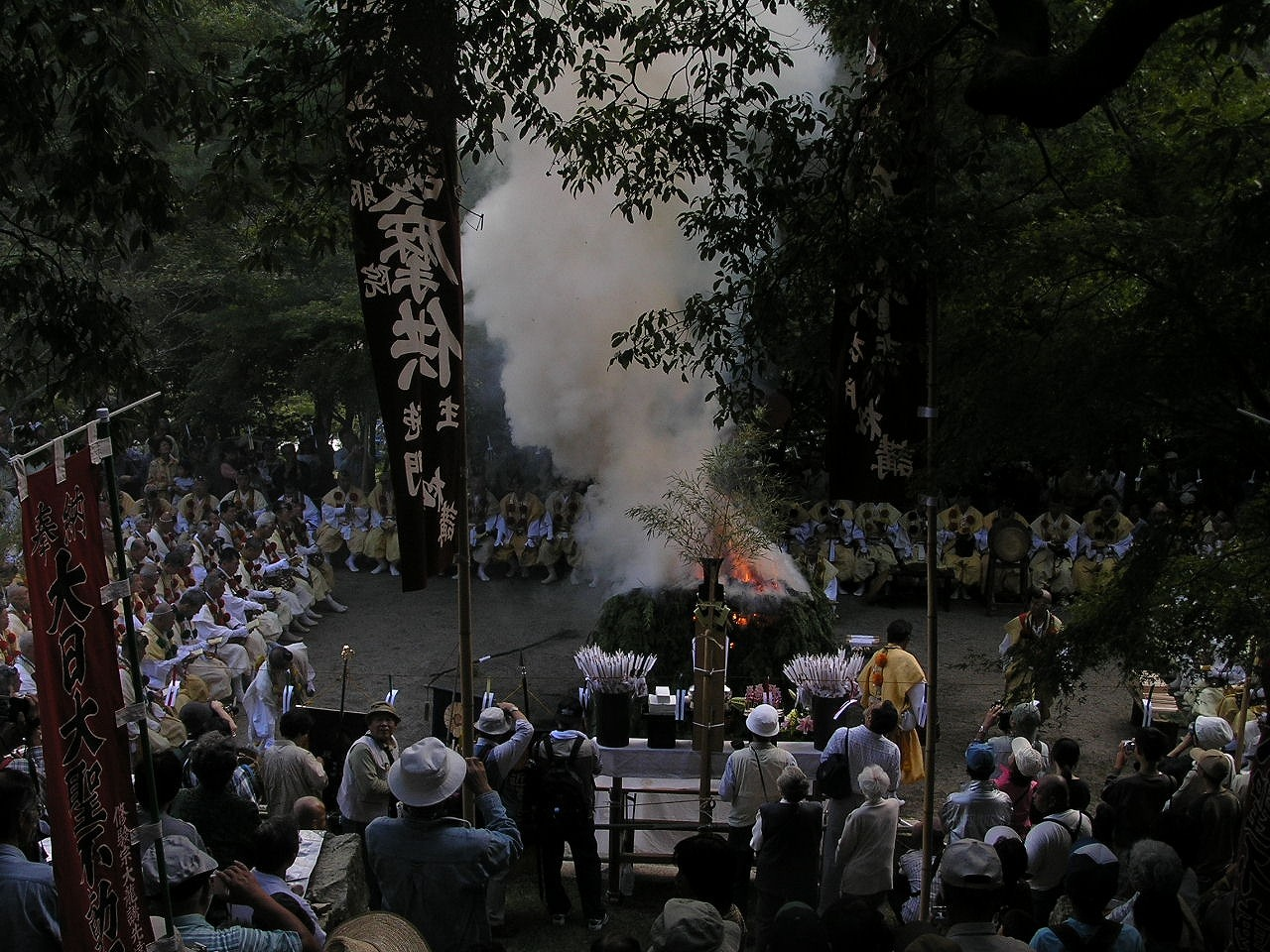
伽耶院（兵庫県）では毎年10月10日に関西一円の山伏を集め採燈大護摩供が行われる。

修験道の修行の場は、日本古来の山岳信仰の対象であった大峰山（奈良県）や白山（石川県）など、「霊山」とされた山々であった。中でも、熊野三山への信仰は、平安時代の中期から後期にかけて、天皇をはじめとする多くの貴族たちの参詣を得て、隆盛を極めた。
修験道は神仏習合の信仰であり、日本の神と仏教の仏（如来・菩薩・明王）がともに祀られる。表現形態として、権現（神仏が仮の姿で現れた神）などの神格や王子（参詣途上で儀礼を行う場所）がある。
- 神道で用いられる祭祀や祝詞（大祓詞など）をしない行事もあれば、祝詞・祓詞・加持・祈祷も行う行事・儀式もあり、経典で示されるものや真言を唱えるものばかりではない。
- 修験道は全国霊山、各神社仏閣により次第は異なる。
- 神仏習合の権現や明神が必ずしも主神とは限らない。本地垂迹の仏教の仏を祭祀している他、天照大神を初めとする諸国の神々も年中行事として祀り、礼する。

一見の判断や視聴で修験道の把握は従事者及び研究者や論学者などでも判断は困難であり、一概の例に留まる見解は誤認を際するので注意したい。
上述の熊野信仰においては、三所権現・五所王子・四所宮の祭神が重要な位置を占めており、これを勧請した九十九王子が有名である。山伏と関連するため、山に関連した神格が存在することもある。

## 歴史
修験道は、飛鳥時代に役小角（役行者）が創始したとされるが、役小角は伝説的な人物なので開祖に関する史実は不詳である。役小角は終生を在家のまま通したとの伝承から、開祖の遺風に拠って在家主義を貫いている。
修験道は、平安時代のころから盛んに信仰されるようになった。その信仰の源は、すでに8世紀からみられた仏教伝来以前からの日本土着の神々への信仰（古神道）と、仏教の信仰とを融合させる神仏混淆(神仏習合)の動きの中に求められる。神仏混淆(神仏習合)は徐々に広まり、神社の境内に別当寺(神宮寺)が、寺院の境内に「鎮守」としての守護神の社がそれぞれ建てられ、神職、あるいは僧職が神前で読経を行うなどした。そして、それらの神仏混淆(神仏習合)の動きと、仏教の一派である密教（天台宗・真言宗）で行われていた山中での修行と、さらに日本古来の山岳信仰とが結びついて、修験道という独自の信仰が成立していった。このように、修験道は、奈良（南都）仏教との距離もあって、密教との関わりが深くなったため、修験道法度弐を定めることで仏教の一派と見なして統制した。
修験道は、鎌倉時代後期から南北朝時代には独自の立場を確立した。以後、修験道界は本山派（天台系）と当山派（真言系）に大きく二分され、並び称されるようになったが、いち早く室町時代に地方の修験を掌握し、全国的な勢力を確立したのは本山派だった。その本山派を支配したのは聖護院で、その聖護院門跡がしばしば三井寺（園城寺）長吏に任じられた。後に江戸幕府は、慶長18年（1613年）に修験道法度を定め、真言宗系の当山派と、天台宗系の本山派のどちらかに属さねばならないこととし、両派に分けて競合させた。ただ本山派は聖護院を本山とし、当山派は真言宗総本山醍醐寺塔頭の三宝院を本山とするように、いずれも仏教教団の傘下で活動した。
明治元年（1868年）の神仏分離令に続き、明治5年、修験禁止令が出され、修験道は禁止された。里山伏（末派修験）は強制的に還俗させられた。また廃仏毀釈により、修験道の信仰に関するものも破壊された。修験系の講団体のなかには、明治以降、仏教色を薄めて教派神道となったものもある。御嶽教、扶桑教、実行教、丸山教などが主で、教派神道にもかかわらず不動尊の真言や般若心経の読誦など神仏習合時代の名残も見られる。
明治以降、修験禁止になっても、修験道の気合術を民間療法に活かした修験浜口熊嶽、気合術の気合・合気を武術に活かした大東流合気柔術の創始者武田惣角がいる。武田は理論の気合ノ術・合気ノ術、実技鍛錬法の気合の法・合気法を残した。合気の極意「音無きに聞き姿無きに見る」は修験の鍛錬の意味がある。

## 有名な修験道独自の神
- 蔵王権現（ざおうごんげん）
- 愛宕権現（あたごごんげん）
- 若一王子（にゃくいちおうじ）
- 九十九王子（くじゅうくおうじ）
- 前鬼・後鬼（ぜんき・ごき）
- 一言主（ひとことぬし、元は賀茂朝臣氏の祖神）
- 天狗（てんぐ）

## 教義
そもそも修験とは、修行して験徳を顕わすことを言う。人は本来、仏様と同じ本性（仏性）を持っているが、ところが煩悩という迷いの中で悪い事を行ってしまい、本性を曇らせている。 
修行してこの曇りを磨き、悪から離れて清らかな本心を発揮する。そして法の徳を顕わすことが修験の意味で、これを実践する人を修験者と言う。
修験十二箇条に「凡ソ修験ト称シ候ハ、実行ヲ修シ験法コレヲ成スル之義也」と、秘訣集に「修トハ修生始覚ノ修行、験トハ本有本覚ノ験道ナリ」とある。
修験道とは柱源の境界を得ることを究極の目的とする宗教である。柱源の教えは難解であるため、初行者は密教を修めることで境界を高めることから修行を始める。
修験道の法流は峰中法流と恵印法流の二種に分類され、峰中法流は役行者より流伝する入峰修行の儀軌であり、恵印法流は聖宝理源大師が龍樹・役行者より直受したとされる。
峰中法流は入峰修行の際山中で伝授される四度灌頂によって受継がれ、正灌頂の折に柱源法等が授けられていた。
特に聖護院には「柱源護摩供養法」が伝わるが、これは神變大菩薩より代々相承され、本山門主よりこれを伝授されたものでなければ修法は許されていない。
恵印法流は主に醍醐寺三宝院を中心とした当山派修験によって恵印灌頂が行われており、昌泰三年（900年）大和鳥栖の鳳閣寺で聖宝によって開坦されたのが最初である。このことからもわかるように、恵印灌頂は寺院内に設けられた道場で行われる灌頂である。
修験道の柱源護摩は、教義の上では「天地自然の原理、万物能生の理を明にして、宇宙万象の和合の根源を表示する作法で、その中心をなす柱源の柱は宇宙万物の柱を指し、源は天地陰陽和合の本源を指す」と説明されている。こうした記述からもうかがえるように、柱源護摩は修験道の宇宙観を的確に具現した修法である。この柱源護摩は、修験道の数多くの修法のなかでも秘儀として枢要の位置を占めていたせいもあって、『修験道章疏』などの修験道の根本資料では、その筆頭にあげられている。また現存する儀軌も多く、本山派系の物には『修験道柱源神法』（修疏Ⅱ　1ページ）『柱源神法護摩軌』（修疏Ⅱ　4ページ）『峯中正灌頂柱源供養法ノ大事』（修疏Ⅱ　392ページ）『修験深秘柱源護摩供』（五流尊滝院蔵）の四法が、当山派系のものでは、『柱源正灌頂儀則』（修疏Ⅰ8ページ）『柱源極秘印信』（修疏Ⅰ10ページ）『柱源神法大護摩供次第』（修疏Ⅰ12ページ）「柱源神法」（修験聖典）の四法があった。
修験道が峰中で行う修行は十界修行という、無相三密の修行である。「柱源の境界を得るための修行として峰中修行が重視されるが、山野を駆けることが修験の本旨ではない。」という見方もあるが、護摩や山岳抖擻修行等を中心としたさまざまな修行を行い、悪から離れて清らかな本心を発揮することを目的とするため、柱源がすべてや峰入修行修行がすべてという、何か一つに偏っているわけではない。

## 経典
前述の通り、修験道の初行者は密教を修める。そのため天台宗（台密）、真言宗（東密）の金剛界、胎蔵界の修法に用いる経典が用いられる。
柱源法は近年次第が出版されているが、かつてはその名さえ秘され、一般に知られることは無かった。柱源法については阿吸坊即伝法印や海浦義観法印の著書に記述がみられるが、事相についてが中心である。これは柱源法が筆授によらず、面授口伝を契機として相承するものだからである。

## 宗派
修験道の法流は、大きく分けて真言宗系の当山派と、天台宗系の本山派に分類される。当山派は醍醐寺三宝院を開いた聖宝理源大師に端を発し、本山派は園城寺の増誉が聖護院を建立して熊野三所権現を祭ってから一派として形成されていった。真言宗や天台宗は皇族・貴族との結びつきが強いが、修験道は一般民衆との関わりを持つものであり、その意味において、修験者（山伏）の役割は重要であった。
現代では、京都市左京区の聖護院（本山修験宗）、同伏見区の醍醐寺三宝院（真言宗醍醐派）、奈良県吉野山の金峯山寺（金峰山修験本宗）などを拠点に信仰が行われている。また、日光修験や羽黒修験のように各地の霊山を拠点とする国峰修験の流れもある。

## 主な霊山・社寺等
著名な修験道場として、日本三大修験道場というものがある。開祖の役小角が修行した大峰山、福岡県英彦山は英彦山六峰という霊山が集中し松会という祭礼行事が行われた、そして３か所目は出羽三山（羽黒山、月山、湯殿山）である。

### 青森県・山形県・宮城県・秋田県
- 恐山（青森県）
- 十和田神社（青森県）
- 男鹿三山（秋田県）
- 出羽三山（山形県） - 日本三大修験道場の一つ
  - 月山
  - 羽黒山 - 羽黒修験
  - 湯殿山
- 荒澤寺（山形県） - 羽黒山修験本宗／羽黒修験
- 鳥海山（山形県）
  - 鳥海山大物忌神社 - 鳥海修験
- 蔵王山（宮城県・山形県）

### 茨城県・栃木県・群馬県・埼玉県・東京都・神奈川県・山梨県
- 村松山（茨城県）
- 日光三山（栃木県） - 日光修験
- 古峯神社（栃木県）
- 榛名山（群馬県） - 榛名神社
- 妙義山（群馬県） - 妙義神社
- 迦葉山（群馬県）
- 三峰山（埼玉県） - 三峯神社
- 御嶽山（東京都） - 武蔵御嶽神社
- 高尾山（東京都） - 高尾山薬王院（たかおさんやくおういん）真言宗智山派の関東三大本山のひとつ。
- 大山 (神奈川県)  - 大山阿夫利神社・石動権現
- 大雄山 (神奈川県)  - 最乗寺
- 箱根山（神奈川県） - 箱根神社・箱根権現
- 旧三国山・軍茶利夜叉明王（山梨県） - （神仏分離令で廃寺して、軍刀利神社（ぐんだりじんじゃ）と改称）

### 長野県・岐阜県・富山県・石川県
- 戸隠山（長野県） - 戸隠神社
- 飯縄山（長野県） - 飯縄神社
- 御嶽山（岐阜県・長野県）
  - 黒沢御嶽神社
  - 王滝御嶽神社
- 白山（石川県）
  - 旧加賀国白山寺白山本宮（神仏分離令で廃寺して、白山比咩神社へ）
  - 旧越前国霊応山平泉寺（神仏分離令で廃寺して、平泉寺白山神社へ）
  - 旧美濃国白山中宮長滝寺（現在は天台宗の白山長瀧寺、長滝白山神社）
- 立山（富山県）
  - 旧加賀藩芦峅寺（神仏分離令で廃寺）
  - 旧加賀藩岩峅寺（神仏分離令で廃寺）
- 石動山（石川県・富山県） - 石動修験

### 静岡県・愛知県・岐阜県・滋賀県
- 富士山（静岡県） - 村山修験
- 秋葉山（静岡県） - 秋葉神社
- 伊豆山（静岡県） - 伊豆山神社・伊豆山権現
- 片山神社（愛知県）
- 伊吹山（岐阜県・滋賀県） - 伊吹修験
- 園城寺／三井寺（滋賀県） - 天台寺門宗

### 京都府・大阪府・奈良県・和歌山県
- 聖護院（京都府） - 本山修験宗／本山派
- 醍醐寺／上醍醐（京都府） - 真言宗醍醐派／当山派
- 鷲峯山金胎寺（京都府）
- 根本山神峯山寺（大阪府高槻市）
- 千光寺千光寺(奈良県平群町)

真言宗醍醐派／元山上修験
- 犬鳴山（大阪府）
  - 七宝滝寺 - 真言宗犬鳴派／犬鳴山修験道
- 瀧安寺（大阪府） - 本山修験宗／本山派 - 役行者昇天の地
- 吉祥草寺（奈良県） - 本山修験宗／本山派 - 役行者生誕の地
- 金剛山（大阪府・奈良県）
  - 転法輪寺 - 真言宗醍醐派／葛城修験道
- 金峰山・大峰山（奈良県） - 日本三大修験道場の一つ
  - 金峯山寺（吉野山） - 金峯山修験本宗
  - 大峯山寺（山上ヶ岳）
- 薬師寺（奈良県） - 南都修験
- 熊野三山（和歌山県） - 熊野修験
  - 熊野本宮大社
  - 熊野速玉大社
  - 熊野那智大社

### 兵庫県・岡山県・鳥取県
- 布引の滝（兵庫県）
  - 旧摂津国瀧勝寺（現在は臨済宗天龍寺派大円山徳光院）
- 伽耶院（兵庫県）
- 雪彦山（兵庫県）
- 後山（兵庫県）
  - 道仙寺
- 諭鶴羽山（兵庫県）
- 五流尊瀧院（岡山県） - 五流修験
- 大山（鳥取県）
  - 大神山神社
  - 大山寺

### 愛媛県・徳島県
- 石鎚山（愛媛県）
  - 石鎚本教総本宮石鎚神社
- 剣山（徳島県）

### 福岡県・熊本県
- 英彦山（福岡県） - 日本三大修験道場の一つ
  - 英彦山神宮
  - 霊泉寺 - 英彦山修験道
- 求菩提山（福岡県）
- 宝満山（福岡県）
  - 竈門神社 - 昭和57年「宝満山修験会」再興[31]
- 脊振山（佐賀県／福岡県）
  - 脊振神社
- 阿蘇山（熊本県）
  - 西巌殿寺